# 郑州市第一人民医院
郑州市第一人民医院是河南省郑州市的一家综合性公立三级甲等医院，主院区位于郑州市管城回族区东大街56号，另设有位于郑州航空港经济综合实验区的航空港院区（南院区）和岐伯山医院。

## 历史
郑州市第一人民医院的前身为“河南省立郑州医院”的住院部，其历史可追溯至1942年于河南省鲁山县成立的“河南省立临时医院”，1943年初定名为“河南省立第二医院”。1945年8月日本投降后，医院随省政府回到开封。同年年底，河南省政府决定将医院迁至郑州，并改名为“河南省立郑州医院”。1946年，医院在郑州苑陵街设立门诊部，并在东大街塔湾一带设立住院部，使用联合国善后救济总署救济款建起一座工字型病房楼，共40间病房。1947年7月7日，医院住院部正式收治病人。1948年11月1日，医院住院部更名为“郑州国际和平医院一分院”，1953年改为现名。
2016年8月16日，郑州市第一人民医院挂牌“新乡医学院郑州第一附属医院”，加入新乡医学院的附属医院体系。

## 概况

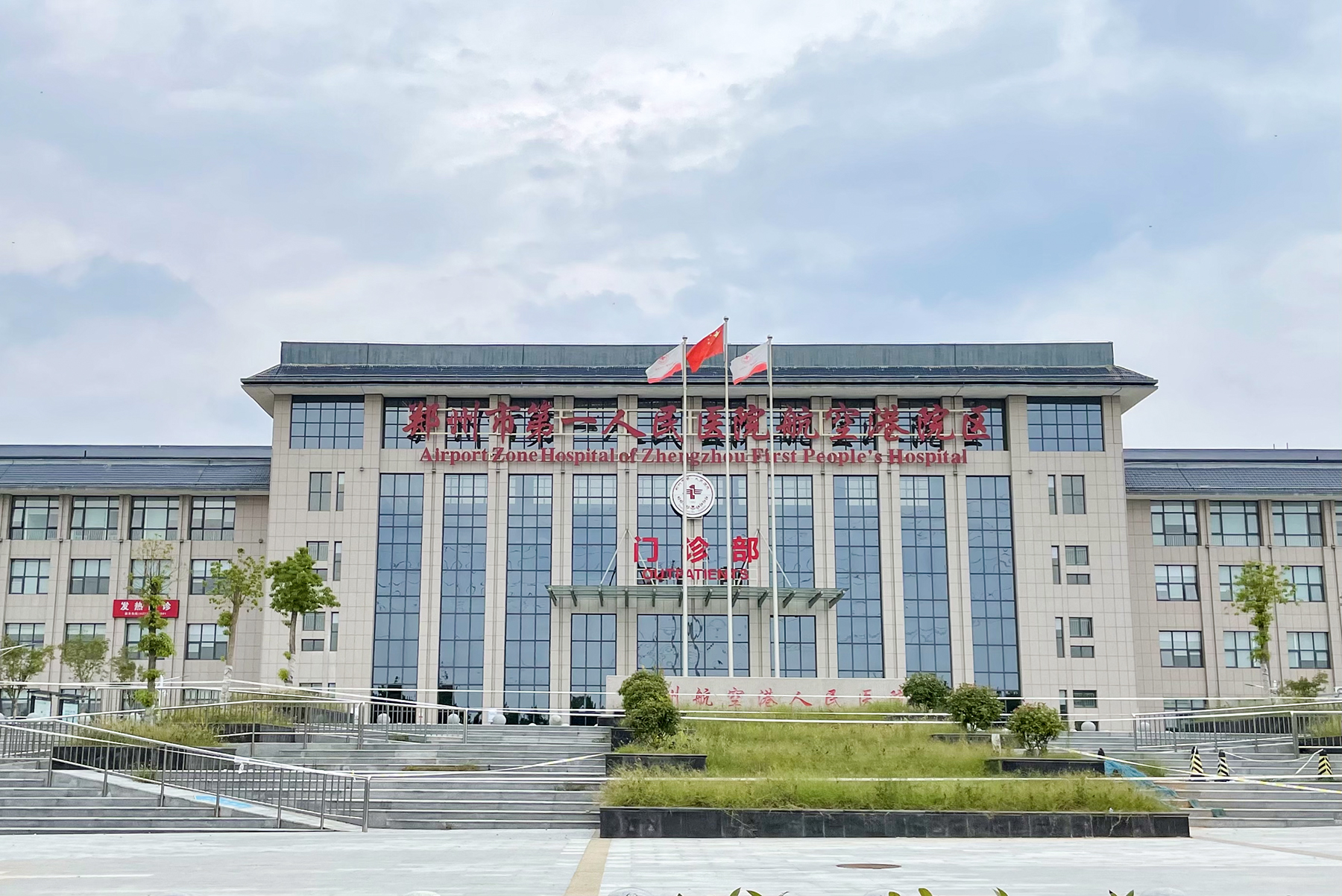
航空港院区

医院拥有河南省烧伤诊疗中心等7个省市临床医学重点学科和重点培育学科，并设有国家高级卒中中心和中国胸痛中心示范中心，其中中国胸痛中心为国家药物临床试验基地。2019年，医院成为全国唯一通过国家干细胞临床研究机构和项目“双备案”的医疗单位。医院目前设有三个院区，其中东大街院区为主院区，共设置90余个专业，53个临床病区，实际开放床位1616张。航空港院区位于郑州航空港经济综合实验区，占地294亩，规划床位1600张，一期设置床位800张，于2019年12月30日开诊。郑州岐伯山医院设立于2019冠状病毒病疫情初发时期，为在港区医院原址上改扩建而成的定点救治传染病医院。岐伯山医院占地面积2.94万平方米，设置床位287张，均为负压病房，于2020年2月16日正式开诊。

## 接驳交通
| 郑州地铁 23 东大街 郑州公交 \| 市第一人民医院 \| 市第一人民医院 \| 市第一人民医院 \| 市第一人民医院 \| 市第一人民医院 \| \| 编号 \| 路线 \| 路线 \| 路线 \| 备注 \| \| -------------- \| ---------------------- \| ---------------------- \| ---------------------- \| ---------------------- \| \| 35 \| 已于2023年11月2日停办 \| 已于2023年11月2日停办 \| 已于2023年11月2日停办 \| 已于2023年11月2日停办 \| \| 60 \| 赵坡新村 \| ⇆ \| 郑州东站 \| \| \| 89 \| 南四环中州大道 \| ⇆ \| 民主路北京华联 \| \| \| 93 \| 已于2023年10月26日停办 \| 已于2023年10月26日停办 \| 已于2023年10月26日停办 \| 已于2023年10月26日停办 \| \| 985 \| 华丰家居建材城 \| ⇆ \| 商都路中州大道 \| 原85路大站快车 \| \| Y5 \| 郑州东站 \| ⇆ \| 火车站北港湾 \| 夜间服务 \| |                        |                        |                        |                        |
| 市第一人民医院 |                        |                        |                        |                        |
| 编号 | 路线                   | 路线                   | 路线                   | 备注                   |
| 35 | 已于2023年11月2日停办  | 已于2023年11月2日停办  | 已于2023年11月2日停办  | 已于2023年11月2日停办  |
| 60 | 赵坡新村               | ⇆                      | 郑州东站               |                        |
| 89 | 南四环中州大道         | ⇆                      | 民主路北京华联         |                        |
| 93 | 已于2023年10月26日停办 | 已于2023年10月26日停办 | 已于2023年10月26日停办 | 已于2023年10月26日停办 |
| 985 | 华丰家居建材城         | ⇆                      | 商都路中州大道         | 原85路大站快车         |
| Y5 | 郑州东站               | ⇆                      | 火车站北港湾           | 夜间服务               |